# Бера (граф Барселони)
Бера I (*Berà д/н —844) — 1-й граф Барселони та маркиз Готії у 801—820 роках, граф Расеза і Конфлента (790—812 роки), граф Жирони і Бесалу (813—820 роки). Водночас був першим керівником Іспанської марки.

## Життєпис
Походив з династії Гільємідів, гілки королівського роду Каролінгів. Був правнуком Карла Мартела, сином Вільгельма, графа Тулузького, та Кунегунди, вестготської аристократки. Про дату народження достеменно невідомо.
У 790 році він отримав від батька графства Расез і Конфлент. У квітні 797 року в Аахен до короля Карла I Великого з'явився Саадун аль-Руайні, валі (намісник) Барселони, і пообіцяв віддати йому місто в обмін на допомогу у війні проти аль-Хакама I, еміра Кордови. Навесні 800 року до Барселони виступило військо на чолі з Людовиком Благочестивим. Серед командирів був Вільгельм Тулузький і його син Бера. Втім, коли військо підійшло до Барселони, виявилося, що Саадун зрадив Карла I і замирився з еміром. Восени франки почали облогу міста. Саадун спробував втекти з Барселони і пробратися в Кордову за підмогою, але його було схоплено. Після кількох місяців облоги готи-християни, які жили в Барселоні, вирішили здати місто і 3 квітня 801 року відкрили перед франками міські ворота. Новим правителем Барселони було призначено Бера. Він також призначається маркізом Готії.
Бера для початку зміцнив Барселону, значно розширивши її межі. Тривалий час вони обмежувалися кордоном римської тріумфальної арки (відома також як Арка Бера, сьогодні біля національного шосе N340). Межі графства були відсунені до теперішнього округу Баш-Любрагат.
У 804, 808 та 809 роках брав активну участь у військових кампаніях Франкської імперії проти Кордовського емірату. Завдяки досягнутим успіхам межі Іспанської марки було відсунуто до річки Ебро, що стала природним захистом земель Бера. Разом з тим спроби захопити Толозу і Таррагону виявилися невдалими.
Незабаром він уклав з маврами перемир'я, схвалене Карлом Великим. У травні 812 року помер батько. Ставши повноправним власником Расеза і Конфлента, Бера віддав їх в управління старшому синові Вільгельму. Незабаром після цього графу довелося вирушити до Аахена, щоб захищатися перед імператором Карлом від звинувачень у несправедливому стягненні податків, висунутих проти нього землевласниками Іспанської марки. Карл Великий визнав правоту Бери.
У 813 році після смерті графа Оділо Бера прибрав до рук його володіння — графства Бесалу і Жирону. Того ж року оженився з представницею вестготського роду. 815 року закінчилося перемир'я з мусульманами, і ті направили до Барселони армію під командуванням Убайдаллаха Абу-Марвана, стрийка еміра аль-Хакама I. Однак, Бера за допомогою війська, що складалося з найманців-вестготів, відбив напад. Ця перемога ще більше підвищила престиж графа серед місцевої знаті.
У лютому 817 року за підтримки Бери в Аахені було підписано 3-річне перемир'я з маврами, що викликало незадоволення прихильників війни на чолі із зведеними братами Бери — Жосельмом Руссільонським і Бернардом Септіманським. У лютому 820 року на традиційній асамблеї в Ахені готський магнат Саніла, прихильник Жосельма і Бернарда, звинуватив Беру в підступі та зраді імператорських інтересів. За тодішньою традицією суперечка мала бути вирішена судовим поєдинком, в якому перемогу здобув Саніла. Беру повинні були стратити, проте імператор Людовик I не вважав його зрадником і відправив у почесне заслання до Руану, де він помер у 844 році.
Новим Барселонським графом і очільником Іспанської марки було призначено Рампо.

## Родина
Дружина — Ромелла
Діти:
- Вільгельм (д/н-827), граф Расеза і Конфлета у 812—827 роках
- Аргіла (д/н-846), граф Расеза і Конфлета у 844—846 роках
- Мілон (д/н-866)
- Ротруда (д/н-844), дружина Аларіха I, графа Ампуріас